# Hypognatha mozamba
Hypognatha mozamba är en spindelart som beskrevs av Levi 1996. Hypognatha mozamba ingår i släktet Hypognatha och familjen hjulspindlar. Inga underarter finns listade i Catalogue of Life.